# Роялтон (Нью-Йорк)
Роялтон (англ. Royalton) — місто (англ. town) в США, в окрузі Ніагара штату Нью-Йорк. Населення — 7517 осіб (2020).

## Демографія
Згідно з переписом 2010 року, у місті мешкало 7660 осіб у 2955 домогосподарствах у складі 2146 родин. Було 3188 помешкань
Расовий склад населення:
| - 96,4 % — білих - 0,7 % — корінних американців - 0,7 % — чорних або афроамериканців - 0,3 % — азіатів |

До двох чи більше рас належало 1,4 %. Частка іспаномовних становила 1,2 % від усіх жителів.
За віковим діапазоном населення розподілялося таким чином: 23,3 % — особи молодші 18 років, 62,3 % — особи у віці 18—64 років, 14,4 % — особи у віці 65 років та старші. Медіана віку мешканця становила 42,1 року. На 100 осіб жіночої статі у місті припадало 96,6 чоловіків;  на 100 жінок у віці від 18 років та старших — 94,7 чоловіків також старших 18 років.
Середній дохід на одне домашнє господарство  становив 71 839 доларів США (медіана — 54 819), а середній дохід на одну сім'ю — 80 232 долари (медіана — 63 583). Медіана доходів становила 47 065 доларів для чоловіків та 38 783 долари для жінок. За межею бідності перебувало 8,6 % осіб, у тому числі 8,6 % дітей у віці до 18 років та 9,1 % осіб у віці 65 років та старших.
Цивільне працевлаштоване населення становило 3740 осіб. Основні галузі зайнятості: освіта, охорона здоров'я та соціальна допомога — 26,3 %, виробництво — 20,2 %, роздрібна торгівля — 9,9 %, будівництво — 9,0 %.